# 상하이국제금융센터
상하이국제금융센터(중국어: 上海国际金融中心 상해국제금융중심[*], 영어: Shanghai International Finance Centre, Shanghai IFC)는 중국 상하이의 푸둥 지구 루지아즈이 금융지구에 위치한 국제금융센터 겸 마천루 단지이다. 중국의 기업 선 흥 카이 부동산 그룹과 홍콩 상하이 은행이 1998년 개장한 홍콩국제금융센터를 벤치마킹하여 건설한 국제금융센터이며, 남부 타워는 2009년에, 북부 타워는 2010년에 착공하여 2012년 개장하였다. 약칭인 상하이 IFC로 더 알려져 있다.

101층짜리 상하이 세계금융센터와 혼동하는 경우가 있으나 전혀 다른 건물이며, 세계금융센터와는 약 한 블럭 정도 떨어져 있다.
2008년에 개장한 상하이 세계금융센터(101층, 492m)의 기능을 보조하며 상하이 시의 금융업무의 활성화를 위하여 건설되었다. 북쪽의 A타워가 지상 60층, 260m이며, 남쪽의 B타워가 지상 57층, 250m의 높이로 건설되었다. 남부 타워는 흔히 HSBC 빌딩이라는 별칭이 있다.

## 사진

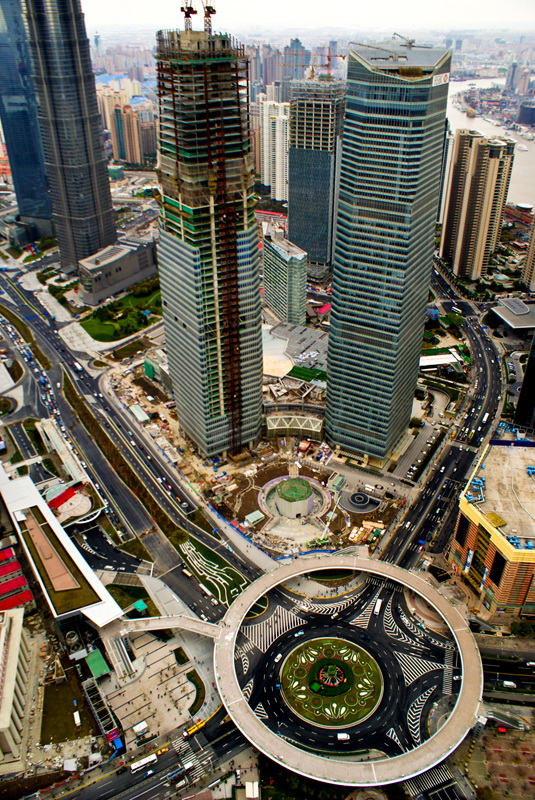
2010년 4월 상하이 IFC 공사 현장
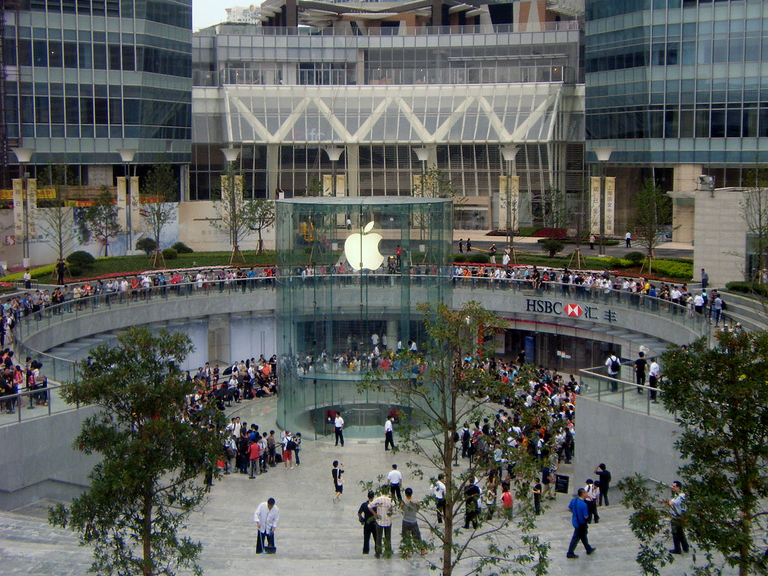
IFC 몰의 애플 스토어

## 구성
쌍둥이 빌딩 두 채와 호텔 1동, 지하의 IFC 몰로 구성되어 있는데, 쌍둥이 빌딩은 A동이 지상 60층, 260m, B동이 지상 57층, 250m정도로 건축되었으며, 그 외에 22층, 88m의 호텔과 지하의 IFC몰 등이 입점해 있다.

## 같이 보기
- 상하이 세계금융센터
- 홍콩국제금융센터
- 서울국제금융센터
- 부산국제금융센터
- 두바이국제금융센터
- 광저우국제금융센터